# Autonomia scolastica
Con autonomia scolastica o autonomia delle istituzioni scolastiche si intende l’attribuzione alle scuole di competenze relative ad aspetti gestionali e organizzativi, per una gestione amministrativa più efficace, e ad aspetti didattici, per il miglioramento della qualità dell’istruzione. In Europa, il processo che conduce al conferimento dell'autonomia alle scuole, pur in ambiti diversificati, prende avvio negli anni Ottanta del XX secolo, sino al primo decennio del Duemila. Le riforme in tale ambito sono state definite generalmente all'interno di quadri legislativi nazionali, senza un coinvolgimento attivo delle scuole, alle quali - ad eccezione del Paesi Bassi e dei paesi nordici - l'autonomia viene imposta.
In Italia, l'autonomia scolastica prevede il riconoscimento della personalità giuridica alle istituzioni scolastiche statali, di qualsiasi ordine e grado, con l’attribuzione di funzioni di gestione del servizio di istruzione attribuite agli uffici centrali e periferici del Ministero dell’Istruzione: svolgono gli adempimenti relativi alla carriera scolastica degli alunni e disciplinano, nel rispetto della legislazione vigente, le iscrizioni, le frequenze, le certificazioni, la documentazione, la valutazione, il riconoscimento degli studi compiuti in Italia e all'estero ai fini della prosecuzione degli studi medesimi, la valutazione dei crediti e debiti formativi, la partecipazione a progetti territoriali e internazionali, la realizzazione di scambi educativi internazionali. L’acquisizione dell’autonomia da parte delle scuole, tenuto conto delle caratteristiche dei territori, è correlata alle loro dimensioni, con la possibilità di eventuali aggregazioni.

## Storia
In Europa, fatta eccezione per il Belgio e i Paesi Bassi, le cui scuole dagli anni Sessanta del XX secolo «beneficiano di un’ampia libertà», sono la Spagna e la Francia fra i primi Paesi che, negli anni Ottanta del XX secolo prevedono l’attribuzione di una maggiore autonomia alle istituzioni scolastiche, per rispondere al bisogno di una nuova partecipazione democratica.
Negli anni Novanta l’autonomia scolastica, oltre che per fronteggiare tale esigenza, risponde anche alla necessità di rendere più efficace la gestione delle amministrazioni, controllando le spese pubbliche attraverso il decentramento delle competenze ai territori. È quanto accade nella Repubblica ceca, in Polonia, in Slovacchia, nei paesi baltici; nei paesi nordici le competenze attribuite alle municipalità possono a loro volta essere delegate alle scuole, di cui sono responsabili. In questo processo è coinvolto anche il Regno Unito, le cui scuole storicamente hanno goduto di grande autonomia in materia di insegnamento, in particolare nell’adattamento alle esigenze locali dei curricoli. Già nel 1988 sono trasferiti agli istituti competenze negli ambiti della gestione finanziaria e delle risorse umane, precedentemente affidati alle autorità educative locali (Local Education Authorities, LEA). Con la stessa legge si riduce tuttavia l’autonomia didattica delle scuole, con l'introduzione del controllo, a livello centrale, del programma di istruzione e dei provvedimenti per la valutazione degli studenti.
Nel terzo decennio delle riforme relative all’autonomia scolastica è la Germania ad avviare sperimentazioni, in diversi Länder. Altri paesi, come la Spagna e la Francia, che già in precedenza avevano previsto l’autonomia «una sorta di “atto secondo” dell’autonomia scolastica» - la rafforzano ulteriormente.
Le opinioni sull’autonomia scolastica sono diverse: da un lato, è considerata come possibilità di ottimizzare le risorse, rispondendo in modo più adeguato, rispetto ad un sistema centralizzato, alle esigenze del territorio e degli studenti; dall’altro si critica, interpretandola come freno al perseguimento della qualità dell’istruzione e alle pari opportunità, per la diversificazione dell’offerta formativa; da un altro lato ancora si denunciano i difetti di attuazione dell'autonomia.

### L'introduzione dell'autonomia scolastica in Italia
ln Italia, il processo di decentramento delle competenze in materia scolastica inizia negli anni Settanta, con il D.P.R. 10/1972, emanato subito dopo l'istituzione delle Regioni, che prevede il trasferimento dal Ministero alle Regioni delle competenze sulla formazione professionale; nello stesso decennio l'allargamento della partecipazione democratica nelle scuole viene definito con i Decreti Delegati (DPR 416/1974). Nel 1997 la legge 15 marzo 1997, n. 59, art. 21, rappresenta iI primo provvedimento, in materia di autonomia, che sancìsce l’inizio del passaggio da un sistema centrale nazionale di gestione della scuola verso un progetto che riconosce, in alcuni ambiti rilevanti, l’autonomia gestionale ai singoli istituti, introducendo il principio della flessibilità didattica e organizzativa.
Dall'entrata in vigore della legge e del successivo regolamento, di cui al D.P.R. 8 marzo 1999, n. 275, le singole istituzioni scolastiche, nel rispetto della libertà d'insegnamento e del pluralismo culturale, progettano e realizzano gli interventi di educazione, formazione ed istruzione, adeguandoli a diversi contesti e in coerenza con i principi sanciti dalla legge costituzionale 18 ottobre 2001, n. 3.

## Caratteristiche

### L'autonomia scolastica, in Italia e confronti con l'Europa

#### La gestione delle risorse
L'autonomia scolastica in Italia, come in molti altri paesi, non riguarda né l'ampliamento, né i vari interventi di manutenzione, compresi quelli relativi alla tutela della sicurezza, degli edifici scolastici, dei locali e delle relative attrezzature: le sedi delle scuole materne e del primo ciclo sono patrimonio dei Comuni, mentre le scuole secondarie di secondo grado appartengono alle Province.
Come la maggior parte dei paesi, l'autonomia delle scuole italiane, riguarda invece le spese di funzionamento, compresa l’acquisizione di materiale informatico, seguendo specifiche procedure sugli acquisti pubblici.
L'autonomia scolastica in Italia non riguarda le assunzioni del dirigente, che avviene per corso-concorso, né l'assunzione dei docenti, che avvengono attraverso graduatorie diverse: per assunzioni a tempo indeterminato, attraverso le graduatorie di merito dei concorsi per titoli ed esami, e quelle ad esaurimento; per le supplenze, attraverso le graduatorie ad esaurimento, per i contratti annuali a tempo determinato, e attraverso le graduatorie di istituto, per supplenze brevi. Diversamente, ad esempio, da Belgio (Comunità francese – settore sovvenzionato – e Comunità fiamminga), Estonia, Irlanda, Lettonia,  Slovacchia, Svezia e Regno Unito (Inghilterra, Galles e Irlanda del Nord), dove gli istituti scolastici sono liberi di «scegliere nella selezione degli insegnanti per le assunzioni (in caso di posti vacanti o di sostituzione)». In Italia l'autonomia scolastica si esercita nel rispetto della libertà di insegnamento prevista dall'art. 33 della Costituzione.

#### Autonomia didattica e organizzativa
Con l'autonomia si introduce per la prima volta il "Piano dell'offerta formativa" (P.O.F., dal 2015 P.T.O.F.), documento fondamentale costitutivo dell'identità culturale e progettuale delle istituzioni scolastiche, nel quale si esplicita la progettazione curricolare, extracurricolare, educativa ed organizzativa che le singole scuole adottano nell'ambito della loro autonomia, valorizzando anche le proposte di gruppi minoritari. Nel rispetto delle direttive nazionali, ogni decisione riguardante le scelte didattiche e organizzative, assunta nell'ambito dell'autonomia, deve essere discussa e condivisa dagli Organi collegiali, Collegio dei docenti e Consiglio d'istituto. In Italia quest'ultimo organo è composto da personale interno, da genitori e da studenti, nelle scuole secondarie di secondo grado. Non esistono membri nominati dalla comunità locale, o da varie istituzioni, pubbliche o private, o co-optati dal consiglio come ad esempio nel governing body cui è affidata la governance delle scuole inglesi.
Con l'autonomia scolastica si è inteso realizzare interventi educativi e formativi mirati allo sviluppo della persona e al suo successo formativo in coerenza con le finalità generali del sistema di istruzione stabiliti a livello nazionale organizzando, da un lato, interventi di recupero e di orientamento, ampliando l'offerta formativa, tenuto conto del contesto, delle richieste delle famiglie e delle caratteristiche sociali, culturali ed economiche del territorio.
Le istituzioni scolastiche possono regolamentare l'orario delle discipline adeguandolo al tipo di studi e al ritmo di apprendimento degli alunni. Possono adottare formule di flessibilità oraria (ad esempio concentrare le ore di una determinata disciplina in un certo periodo dell'anno), attivare percorsi didattici individualizzati (ad esempio per l'integrazione di alunni diversamente abili o stranieri), programmare percorsi formativi in coordinamento con soggetti del territorio, scegliere metodologie e strumenti didattici in coerenza con il Piano dell'offerta formativa. È possibile adattare il calendario scolastico - definito dalla Regione - in relazione alle esigenze derivanti dal Piano dell'offerta formativa, garantendo in ogni caso il monte ore stabilito a livello nazionale.

#### Autonomia di ricerca, sperimentazione, sviluppo
Le istituzioni scolastiche curano la progettazione formativa e la ricerca valutativa, la formazione e l'aggiornamento culturale e professionale del personale scolastico, l'innovazione metodologica e disciplinare, la ricerca didattica e gli scambi di informazioni, esperienze e materiali didattici, l'integrazione e il coordinamento tra le diverse articolazioni del sistema scolastico.
Le istituzioni scolastiche possono operare singolarmente o in rete (tramite accordi tra più istituti), a livello locale, regionale o nazionale: a quest'ultima tipologia, ad esempio, afferiscono le reti nazionali dei vari indirizzi degli istituti professionali nate su loro iniziativa, diversamente dalla «Rete nazionale delle scuole professionali», prevista dall'art. 7 del D.Lgs 61/2017.
I docenti operanti in una rete di scuole possono (facoltativamente)  essere temporaneamente scambiati per favorire la diffusione delle esperienze. La ricerca deve essere documentata (secondo procedure definite a livello nazionale) in modo da poter essere divulgata e scambiata con le istituzioni scolastiche interessate.
Le scuole possono stipulare convenzioni tra Università, enti o associazioni per realizzare obiettivi specifici previsti dal P.O.F. Ora PTOF).

#### Autonomia e garanzia delle pari opportunità
Come accade, ad esempio, nel Regno Unito, ad evitare che le diversificazioni delle offerte formative declinate sui bisogni degli studenti e del territorio comportino diversi livelli nei risultati di apprendimento, l'autonomia scolastica viene esercitata nel rispetto di indicazioni ed obiettivi nazionali a livello di istruzione. In tal senso, nella riforma dei cicli tracciata nella L. 53/2003 e nelle successive norme attuative si prevede, per i profili di studio, l'indicazione dei risultati di apprendimento attesi in termini di competenze. Ad esempio, nelle Indicazioni nazionali per il curricolo della scuola dell’infanzia e del primo ciclo d’istruzione del 2012 (p. 13) si precisa: «Nella scuola del primo ciclo i traguardi costituiscono criteri per la valutazione delle competenze attese e, nella loro scansione temporale, sono prescrittivi, impegnando così le istituzioni scolastiche affinché ogni alunno possa conseguirli, a garanzia dell’unità del sistema nazionale e della qualità del servizio. Le scuole hanno la libertà e la responsabilità di organizzarsi e di scegliere l’itinerario più opportuno per consentire agli studenti il miglior conseguimento dei risultati».
Analoghe considerazioni hanno portato, in Inghilterra e in Scozia, alla definizione del National Curriculum e del Curriculum for Excellence, contenenti i risultati di apprendimento che gli studenti debbono conseguire.

## Dati statistici
Secondo il Ministero dell'Istruzione, che annualmente pubblica i dati riguardanti prevalentemente le scuole statali in Italia, per l'anno scolastico 2018-2019, il numero delle istituzioni scolastiche ammonta a 8.160, alle quali si aggiungono 130 Centri permanenti per l'istruzione degli adulti; tuttavia, a seguito dei nuovi parametri sull'assegnazione dei dirigenti e dei direttori amministrativi, solo le istituzioni scolastiche con un numero di studenti superiore a 600 (ridotto a 400 per le scuole site in comunità montane o piccole isole) possono vedersi assegnare vertici titolari: gli istituti sottodimensionati sono assegnati a dirigenti e direttori reggenti, già titolari in un'altra istituzione. Le istituzioni scolastiche sottodimensionate sono pari a 352, pertanto la dotazione organica dirigenziale risulta di 7.936 unità complessive per l'a.s. 2018/2019.
Le istituzioni scolastiche hanno assunto negli ultimi decenni dimensioni particolarmente rilevanti: dalle circa 8.000 istituzioni dipendono oltre 40.000 sedi scolastiche, 370.000 classi, in media oltre 900 alunni e oltre 120 dipendenti (personale docente, amministrativo, tecnico e ausiliario) per istituto.